# Elizabeth Robins
Ne doit pas être confondu avec Elizabeth Robins Pennell.
Pour les articles homonymes, voir Robins.
Elizabeth Robins (6 août 1862 – 8 mai 1952) est une actrice, une dramaturge, une romancière et une féministe américaine. Elle a signé certaines de ses œuvres du nom de plume C. E. Raimond.

## Biographie

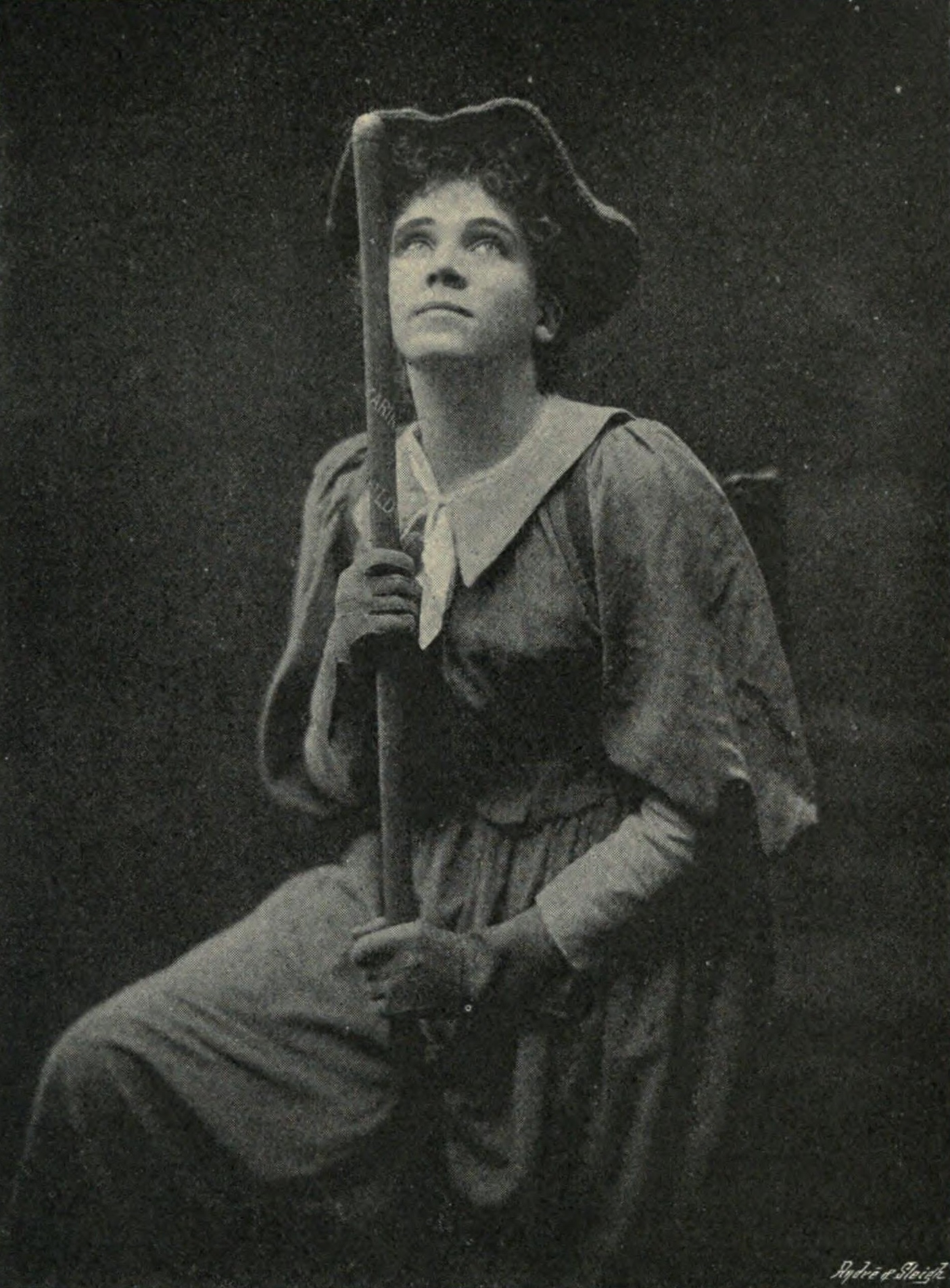
Portrait de Elizabeth Robins

Elizabeth Robins naît le 6 août 1862 à Louisville (Kentucky). Elle est très jeune attirée par le théâtre et en 1882 elle commence à participer à des tournées. Dans la troupe du Boston Museum, elle rencontre George Parks avec qui elle se marie. En 1888, celui-ci se suicide et Elizabeth décide de quitter les États-Unis pour l'Angleterre.
En Angleterre, elle joue de nombreuses pièces et crée plusieurs tragédies d'Ibsen. Elle écrit aussi des romans sous le pseudonyme de C. E. Raimond. En 1902, elle met un terme à sa carrière d'actrice. En 1904, elle signe son roman Magnetic North de son vrai nom.
À son activité artistique se mêle des préoccupations politiques et surtout féministes. Elle est membre de la National Union of Women's Suffrage Societies et de la Women's Social and Political Union. Toute sa vie elle lutte pour les droits des femmes. Elle meurt le 8 mai 1952.

## Œuvres

### Sous le nom de plume de C. E. Raimond
- George Mandeville's Husband, 1894
- The New Moon, 1895
- Below the Salt, 1896
- The Open Question, 1898

### Sous son patronyme
- The Alaska-Klondike diary of Elizabeth Robins, 1900
- The magnetic north, 1904
- A Dark Lantern, 1905 (adapté en 1920)
- The convert, 1907
- Votes for Women!, 1907
- Come and Find Me, 1908, suite de The magnetic north
- Camilla, 1918
- The Messenger, 1920
- Ancilla's share : an indictment of sex antagonism, 1924